# Петренко Володимир Васильович (скульптор)
Володимир Васильович Петре́нко (16 вересня 1926, Іванівка — 24 березня 2008, Сімферополь) — український скульптор; член Спілки радянських художників України з 1963 року. Заслужений художник УРСР з 1986 року. Чоловік скульптора Надії Петренко.

## Біографія
Народився 16 вересня 1926 року в селі Іванівці (тепер Покровський район Донецької області, Україна). Брав участь у німецько-радянській війні. Нагороджений орденом Вітчизняної війни II ступеня (6 квітня 1985)
1955 року закінчив Дніпропетровське художнє училище, був учнем Олексія Жирадкова, Олександра Ситника; 1961 року — Харківський художній інститут, де навчався у Миколи Рябініна. Після здобуття фахової освіти викладав на скульптурному відділенні Сімферопольського художнього училища. Серед учнів: Віктор Гордєєв.
Мешкав у Сімферополі в будинку на вулиці Крупської, № 2а, квартира № 64 та у будинку на вулиці Горького, № 8, квартира № 3. Помер у Сімферополі 24 березня 2008 року.

## Творчість
Працював у галузі станкової і монументальної скульптури. Серед робіт:
портрети
- Костянимна Ціолковського (дерево, 1960, Національний музей у Львові);
- Героя Соціалістичної Праці Михайла Македонського, (діорит, 1965);
- Героя Соціалістичної Праці Олександра Пікової (граніт, 1970];

композиції
- «Вдячні потомки» (1961, у співавторстві з Надією Петренко);
- «Дрібушечки» (1962, у співавтортві з Надією Петренко);
- «Ганна» (1964);
- «Три грації» (1966);
- «Буремні роки» (гіпс, 1968);
- «Ленінський заповіт» (дерево, 1969);
- «Полудень» (1982);
- «Пшениця золота» (1984);
- «Сонце над тундрою» (1987);
- «На арену» (1990, кінна скульптура)[1];
- «Запорожець в Криму» (1991);
- «Стела пам'яті» (1992);
- «Подвиг 9 героїв Радянського Союзу під Євпаторією» (1995, у співавтортві з Надією Петренко);
- «Досвітні вогні» (1995)[1].

пам'ятники
- Володимиру Леніну у Сімферополі (1965, у співавтортві з Ніною Петровою)[5];
- погруддя Михайла Фрунзе у Сімферополі (граніт, 1966);
- погруддя Дмитра Ульянова у Сімферополі (1971, у співавтортві з Надією Петренко);
- Івану Назукіну у Феодосії (1980, у співавтортві з Валерієм Замеховським);
- погруддя Миколи Семашка у Сімеїзі (1982)[1].

Брав участь у республіканських виставках з 1960 року, всесоюзних — з 1961 року.